# Valsa

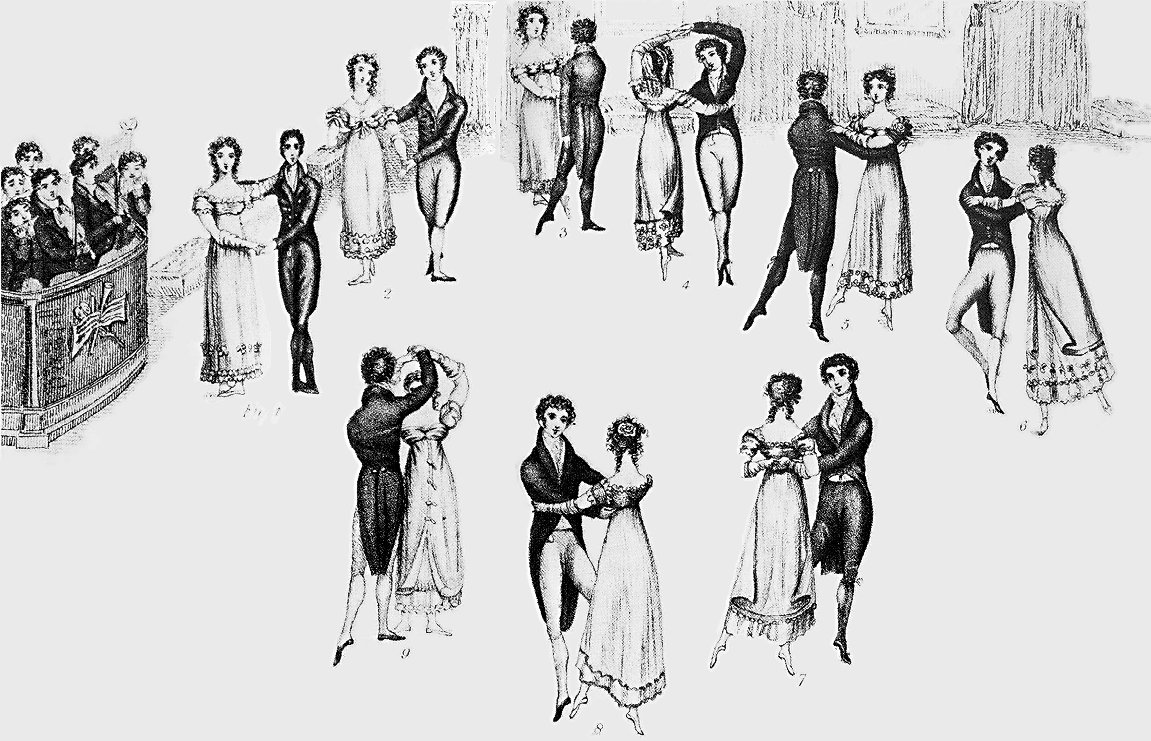
Frontispício do Manual de Dança de Wilson (1816), mostrando nove posições da valsa, em sentido relógio a partir da esquerda, incluindo a Valsa lenta francesa (Nº 2), Valsa Sauteuse (Nº 5), Valsa Jetté ou Quick Sautese (Nº 8) e um movimento da Valsa alemã (Nº 9)

Valsa (do alemão walzer e francês valse) é um gênero musical e de dança em compasso ternário. Sua influência na história da música culta ocidental foi enorme, com a possível exceção do minueto. Transplantada para as Américas foi gradualmente sendo adaptada e eventualmente nacionalizada por compositores e bailarinos locais. Se tornou a dança de salão mais popular do século XIX, sendo também usada em várias operetas, ballets, óperas e música instrumental.

## História
Há referências a uma dança de par deslizante, que evoluiria para a valsa, que datam da Europa do século XVI. O filósofo francês Michel de Montaigne  escreveu sobre uma dança que viu em 1580, em Augsburg, em que os dançarinos se abraçavam tão intimamente que os seus rostos se tocavam. Por volta de 1750, as classes baixas camponesas das regiões da Baviera, Tirol e Estíria (Áustria) começaram a dançar uma dança de casais chamada Walzer. O Ländler, uma dança campestre em compasso ternário, era popular na Boémia, Áustria e Baviera, e espalhou-se do campo para os subúrbios da cidade. Enquanto as classes altas do século XVIII continuavam a dançar os minuetos (como os de Mozart, Haydn e Händel), os nobres entediados escapavam para os bailes dos seus criados. Os compositores mais famosos do gênero são os membros da família Strauss, Josef e Johann Strauss. A forma musical foi depois reinterpretada por compositores como Frédéric Chopin, Johannes Brahms e Maurice Ravel. Johann Strauss II compôs mais de duzentas valsas sendo considerado o Rei da Valsa.
Escandalizando muitos quando foi introduzida pela primeira vez, a valsa tornou-se moda em Viena por volta de 1780, espalhando-se por vários países nos anos seguintes. Alguns manuais de dança, a exemplo do  A Description of the Correct Method of Waltzing, de Thomas Wilson, de 1816, iniciavam o texto introdutório fazendo uma defesa e um elogio da valsa, antes de apresentar os passos e coreografias de suas variantes. No fim do século XIX a dança passou a ser aceita pela alta sociedade — especialmente pela sociedade vienense.No início do século XX passa a ser um dos tipos de dança de par competitivos na dança de salão.
No século XXI, além da dança de salão, as valsas são muito utilizadas em bailes de debutantes, casamentos e formaturas. A celebração de apresentação das jovens de quinze anos acontece em toda a América Latina, sendo uma marca cultural nas comunidades hispânicas também nos Estados Unidos, com o nome de quinceañera. 

## Valsa viennese
O musicólogo Derek Scott analisa as características musicais que aparecem com a valsa vienense, em especial seu ritmo contagiante, bem como novos timbres orquestrais introduzidos por Joseph Lanner e Johann Strauss pai e Johann Strauss filho. Estes, especialmente os últimos, criaram um estilo de música que deu um novo sentido para a música de entretenimento no contexto da produção industrial de partituras e da organização empresarial em torno da orquestra de baile ou concerto. Joseph Lanner é mais lembrado como um dos primeiros compositores vienenses a transformar a valsa de uma simples dança camponesa para algo que até a mais alta sociedade poderia desfrutar, seja como acompanhamento da dança ou pela música. Ele era tão famoso quanto seu amigo e rival musical Johann Strauss I, que era mais conhecido fora da Áustria em sua época por conta de suas turnês no exterior, em particular para a França e Inglaterra.

## Valsa na América Latina
A valsa e a polca são as primeiras danças não espanholas a chegar na América Latina hispânica. Ambas alcançaram grande êxito nas colônias. Tanto é assim que a valsa tomou uma forma própria em vários países, entre eles o Peru, Argentina (onde é conhecida como valsa argentina ou "litoraleña"), Brasil, Venezuela, Colômbia, Equador e Panamá.
No Equador, a valsa europeia chega com as guerras de independência no início do século XIX, sendo adaptada por músicos locais no pasillo, um gênero musical vocal em compasso ternário e com temática amorosa.
A valsa peruana, conhecida como "vals criollo" ou "valsecito" é um gênero musical originário da cidade de Lima, capital do Peru, tendo surgido nas festas de bairros populares limenhos (os Barrios Altos). Passou por várias fases, incluindo o período conhecido como da guardia vieja (velha guarda), do final do século XIX até a década de 1920. Numa segunda fase, predominou uma representação poética da classe trabalhadora com compositores como Felipe Pinglo, enquanto, a partir da década de 1950, aparecem valsas cheias de nostalgia, a exemplo de "Fina estampa", de Chabuca Granda, também gravada por Caetano Veloso. 

### Valsa no Brasil
A valsa chegou ao Brasil com a transferência da corte portuguesa ao país em 1808, sendo adotada, ao lado da quadrilha nos salões da sociedade urbana emergente. Ao longo da segunda metade do século XIX, a valsa, assim como a polca, continuou a ter grande aceitação como música instrumental, sendo incorporada no final do século ao repertório dos músicos de choro. Se misturando com a modinha, numa terceira fase, adentrando o século XX, a valsa "com letra" se consolida como canção amorosa.

## A valsa enquanto dança de salão
A dança de salão na Inglaterra se desenvolveu no início do século XX, nos salões de baile populares à beira-mar, dando preferência a valsas mais lentas, diferentemente das danças e bailes privados ou oficiais, onde imperava a valsa Vienense, mais rápida e de difícil execução. No entanto, em meados do século, tanto o estilo de valsa mais lento, conhecido como valsa inglesa, quanto a valsa vienense – além do foxtrote, do tango de salão e Quick-step, bem como as danças latino-americanas, rumba, salsa, samba, jive, passo doble e chá-chá-chá – passaram a compor o conjunto de danças para competição internacional.
A coreografia que é popularmente conhecida como valsa nessas competições é a valsa inglesa ou lenta, dançada a aproximadamente 90 pulsações por minuto com três tempos por compasso (o padrão internacional de 30 compassos por minuto ), enquanto a valsa vienense é dançada a cerca de 180 pulsações (58-60 compassos) por minuto. Até hoje, no entanto, na Alemanha, Áustria, Escandinávia e França, as palavras Walzer (alemão), vals (dinamarquês, norueguês e sueco) e valse (francês) ainda se referem implicitamente à dança original vienense e não à valsa lenta.
A valsa, assim como as outras danças de salão mencionadas é avaliada segundo um padrão internacional de dança, ou seja um conjunto de níveis de dança, programas de passos e estilos de dança que fazem parte das competições internacionais de danças salão, classificadas pela entidade Conselho Mundial de Dança. O Dancesport (em português dança esportiva) é o termo oficial que representa a dança de salão como um esporte competitivo em nível amador e profissional. Este programa padrão da dança utilizado em competições internacionais é chamado de syllabus, uma sequência de passos principais e oficiais para um determinado ritmo, escolhidos por uma entidade superior, neste caso a Imperial Society Teachers of Dance (ISTD).

## Valsas (composições)
- Valsa do Imperador, Op. 437, de Johann Strauss (filho)
- O Danúbio Azul (1867) de Johann Strauss (filho)
- Valsa das Flores de Piotr Ilitch Tchaikovski
- Grande Valse Brillante in E flat Major, Op.18 de Frédéric Chopin
- Primeiro amor, com Patápio Silva
- Rosa, de Pixinguinha e Otávio de Souza
- Valsas de esquina, de Francisco Mignone
- Ave Maria, de Erotides de Campos
- Valsa brasileira, de Chico Buarque e Edu Lobo